# Blazhkoeffekten
Blazhkoeffekten, som ibland kallas lång periodmodulering, är en variation i period och amplitud i variabla stjärnor av typen RR Lyrae. Det observerades först av Sergej Blazjko 1907 i stjärnan RW Draconis.
Fysiken bakom Blazhkoeffekten är för närvarande (2020) fortfarande en fråga under debatt med tre primära hypoteser. I den första, kallad resonansmodellen, är orsaken till modulering en icke-linjär resonans mellan antingen stjärnans grundläggande eller första övertonspulseringsläge och ett högre läge. Den andra, känd som magnetmodellen, antar att variationen orsakas av magnetfältets lutning mot rotationsaxeln och deformerar det huvudsakliga radiella tillståndet. Den magnetiska modellen uteslöts 2004 efter observationer av högupplösta spektropolarimetriska observationer. Den tredje modellen antar att cykler i konvektionen orsakar växlingarna och modulationerna.
Observationsbevis baserade på Keplerteleskopets observationer tyder på att mycket av modulering av Blazhkoeffektens dubbelcykliga ljuskurva beror på enkel periodfördubbling. Många RR Lyrae-stjärnor har en variabilitetsperiod på ca 12 timmar och markbaserade astronomer gör vanligtvis nattliga observationer med ca 24 timmars mellanrum, vilket resulterar i perioddubbling av magnitudens maximums under nattliga observationer som skiljer sig betydligt från dagtid maximalt.